# Antarctilamna
Genre
Antarctilamna est un genre éteint de requins qui a vécu lors du Dévonien.

## Liste d'espèces
- Antarctilamna prisca
- Antarctilamna ultima